# Torre del Mas de Mauri de Vall
La Torre del Mas de Mauri de Vall és una obra de Begur (Baix Empordà) inclosa a l'Inventari del Patrimoni Arquitectònic de Catalunya.

## Descripció
Torre, adossada a una casa en el sector esquerra de la façana. de la qual només es conserva una part de la meitat inferior. Al sud conserva una espitllera i al nord-est una finestra. El parament és de pedruscall unit amb morter.

## Història
Les torres de defensa de Begur foren construïdes per defensar-se dels corsaris, gràcies al permís donat als particulars per aixecar aquest tipus de fortificacions.